# 伊合昂街道
伊合昂街道，是中华人民共和国甘肃省甘南藏族自治州合作市下辖的一个乡镇级行政单位。

## 行政区划
伊合昂街道下辖以下地区：
念钦街社区和碌曲路社区。